# Municipio de Gray (Minnesota)
El municipio de Gray (en inglés: Gray Township) es un municipio ubicado en el condado de Pipestone en el estado estadounidense de Minnesota. En el año 2010 tenía una población de 225 habitantes y una densidad poblacional de 2,6 personas por km².

## Geografía
El municipio de Gray se encuentra ubicado en las coordenadas 43°59′9″N 96°14′51″O / 43.98583, -96.24750. Según la Oficina del Censo de los Estados Unidos, el municipio tiene una superficie total de 86.51 km², de la cual 86,44 km² corresponden a tierra firme y (0,08 %) 0,07 km² es agua.

## Demografía
Según el censo de 2010, había 225 personas residiendo en el municipio de Gray. La densidad de población era de 2,6 hab./km². De los 225 habitantes, el municipio de Gray estaba compuesto por el 98,67 % blancos, el 0,44 % eran afroamericanos y el 0,89 % eran de una mezcla de razas. Del total de la población el 0 % eran hispanos o latinos de cualquier raza.